# Manfred M. Ott
Manfred Matthias Ott (* 25. Juni 1933 in Köln; † 28. Januar 2016) war ein deutscher Maler, Bildhauer, Zeichner und Designer.

## Leben und Werk
Manfred Matthias Ott wurde 1933 in Köln geboren, studierte von 1954 bis 1959 Malerei an den Kölner Werkschulen und von 1973 bis 1980 Allgemeine Pädagogik an der Universität zu Köln. Der Künstler hatte über viele Jahrzehnte sein Atelier gegenüber dem Kölner Südbahnhof, ab 2000 in Köln-Höhenhaus.
Zu seinem Werk zählen Zeichnungen, Grafiken, Skulpturen und Plastiken im öffentlichen Raum, aber auch Kirchenfenster. Inhaltlich setzte er sich sowohl mit aktuellen Fragen menschlicher Existenz als auch mit historischen und literarischen Themengebieten sowie antiker Legendenbildung auseinander.

### Werke im öffentlichen Raum (Auswahl)
| Ort            | Objekt                                | Abb. / Quelle | Jahr |
| -------------- | ------------------------------------- | ------------- | ---- |
| Köln           | Deckenrelief, U-Bahn-Station Neumarkt | [ 7 ] [ 8 ]   | 1969 |
| Köln           | Der Unterwanderer                     | [ 9 ]         | 1970 |
| Berlin         | Antipoden                             | [ 10 ]        | 1990 |
| Kornelimünster | Minotaurus im Spaßbad                 | [ 11 ]        | 2013 |

### Fenster in kirchlichen Räumen (Auswahl)
| Ort                              | Gebäude                               | Abb. / Quelle | Jahr       |
| -------------------------------- | ------------------------------------- | ------------- | ---------- |
| Leverkusen-Hitorf                | Kath. Kirche St. Stephanus            | [ 12 ]        | 1958/1959  |
| Hennef-Bröl                      | Kath. Kirche St. Mariä Himmelfahrt    | [ 13 ]        | 1960       |
| Hennef-Uckerath                  | Kath. Kirche St. Johannes der Täufer  | [ 14 ]        | 1961/62/66 |
| Neunkirchen-Seelscheid           | Kapelle Antoniuskolleg, Kapelle       | [ 15 ]        | 1962       |
| Neunkirchen-Seelscheid-Hermerath | Kath. Kirche St. Anna                 | [ 16 ]        | 1963       |
| Köln-Rondorf                     | Kath. Kirche Hl. Drei Könige          | [ 17 ]        | 1964/1989  |
| Düsseldorf-Benrath               | Kath. Kirche St. Cäcilia              | [ 18 ]        | 1965/1966  |
| Essen-Karnap                     | Kath. Kirche St. Marien               | [ 19 ]        | 1968/1969  |
| Köln                             | Erzbischöfliche Ursulinenschule, Aula | [ 20 ]        | 1970       |
| Solingen-Ohligs                  | St. Lukas-Klinik, Kapelle             | [ 21 ]        | 1975       |
| Engelskirchen                    | Kath. Kirche St. Peter und Paul       | [ 22 ]        | 1992       |